# Château Mercier (Mazingarbe)
Pour les articles homonymes, voir Mercier.
Ne doit pas être confondu avec Château Mercier (Sierre).
Le château Mercier est un château patronal du bassin minier du Nord-Pas-de-Calais, bâti au tout début du XXe siècle pour le directeur général de la Compagnie des mines de Béthune Louis Mercier, à Mazingarbe, Pas-de-Calais, Nord-Pas-de-Calais, en France. Il a pour vocation de servir de logement et de salle de réunion.
Endommagé pendant la Première Guerre mondiale, il est reconstruit et agrandi. Après la mort de Louis Mercier en 1927, ses successeurs à la tête de la compagnie prennent l'habitude de résider dans le château. Après la nationalisation, l'édifice est transformé en maternité de 1946 à 1970, puis abandonné pendant quinze ans. En 1985, il est racheté par la commune qui en fait sa nouvelle mairie.
Le château Mercier, ainsi que son parc et ses annexes, est inscrit aux monuments historiques le 9 octobre 2009. Avec des maisons d'ingénieur, il est inscrit sur la liste du patrimoine mondial par l'Unesco, où il constitue le site no 81.

## Historique
Une société de recherche de houille est fondée le 1er octobre 1850. Elle se transforme en société civile par acte du 25 septembre 1851 et devient la Compagnie des mines de Béthune. Les travaux de la première fosse débutent en mars 1852 et sa mise en service a lieu en 1853, année où elle produit déjà 7 000 tonnes de charbon, un chiffre triplant l'année suivante.

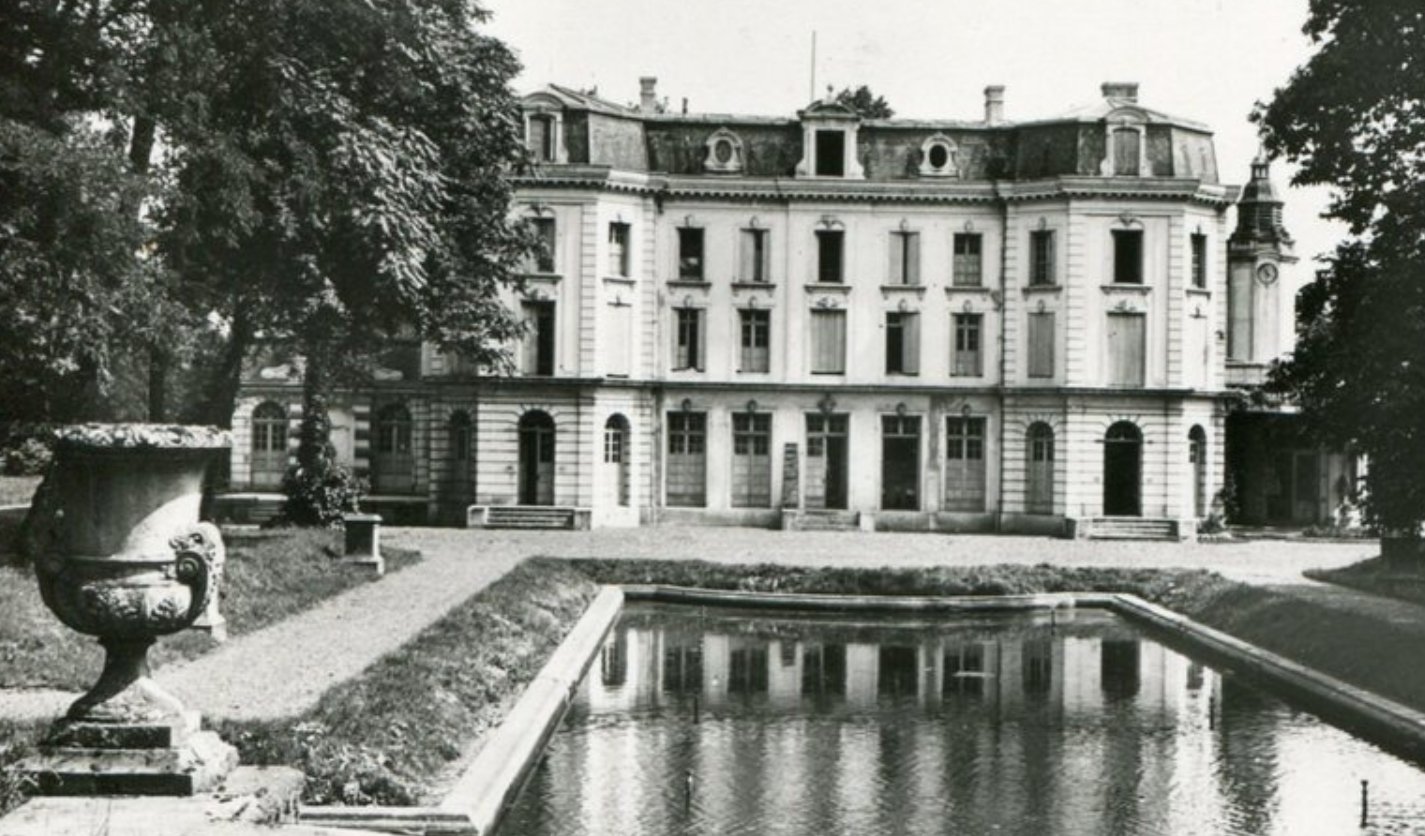
Le château dans les années 1920, avec son campanile à la droite du corps principal.

Sous l'impulsion de  Louis Mercier, initialement ingénieur à la Compagnie des mines d'Anzin, devenu par la suite directeur général de la Compagnie des mines de Béthune, cette dernière se développe considérablement : les installations de surfaces sont développées, des cités ouvrières sont construites, et des équipements collectifs sont mis en place.
En 1901, l'ingénieur Pirckher propose plusieurs projets en vue de construire un château pour le directeur. Une aile de l'édifice primitif est conservée tandis qu'un grand corps de logis est réalisé. Une seconde aile, identique à la première, ferme la composition en U. Des communs accompagnent l'édifice. Un grand parc avec bassins est créé en complément de la demeure sur sa partie sud. Le château sert non seulement de logement à Louis Mercier, mais il lui sert également comme salle de réunion avec les dirigeants de la compagnie ou les instances parisiennes.
Durant la Première Guerre mondiale, les installations de surface de la compagnie subissent un pilonnage systématique qui a également affecté l'habitation de Louis Mercier. La reconstruction est mise en œuvre dès la fin de la guerre. L'édifice existant est agrandi. Dans les années 1920, d'importants travaux ont permis d'agrandir le parc et de réaliser réfections et agrandissements sur la demeure. Les avant-corps sur jardin ont été transformés. Le grand jardin d'hiver posé contre la façade sud-est a été remplacé par la grande annexe latérale servant aux réceptions, avec une chapelle et son campanile aujourd'hui disparu. Les communs ont été modifiés ou reconstruits à cette époque, ainsi que la galerie couverte entre les avant-corps côté entrée principale, venant clore cet espace.
Louis Mercier réside dans son château jusqu'à sa mort en 1927. Ses successeurs prennent l'habitude de résider dans ce château. Après la nationalisation, l'édifice est transformé en maternité de 1946 à 1970. Il est ensuite resté à l'abandon jusqu'en 1985, date à laquelle l'édifice est racheté par la commune pour en faire une nouvelle mairie. Cette dernière fait ainsi modifier le rez-de-chaussée et le premier étage.

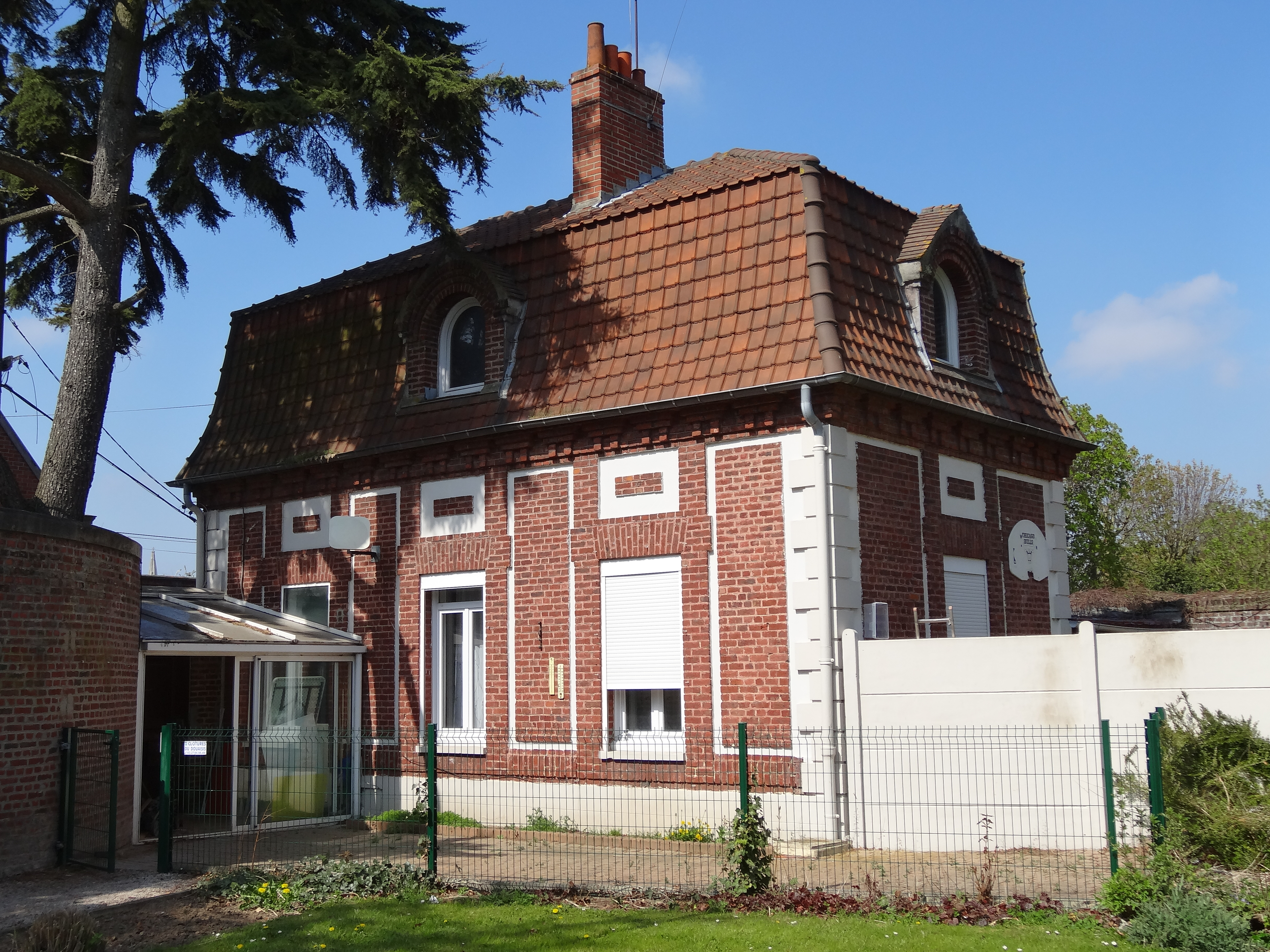
Le pavillon d'entrée.
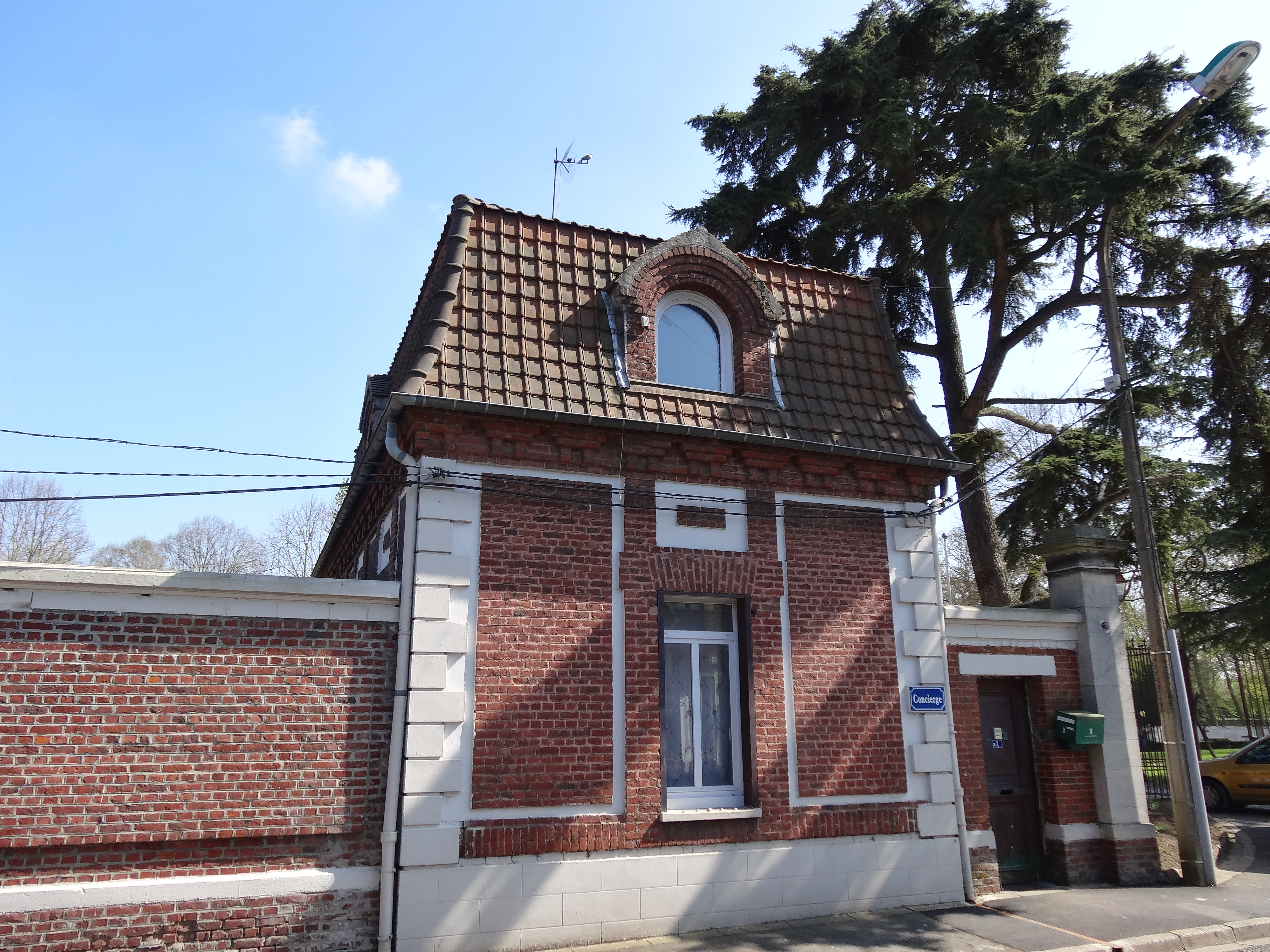
Le pavillon d'entrée.
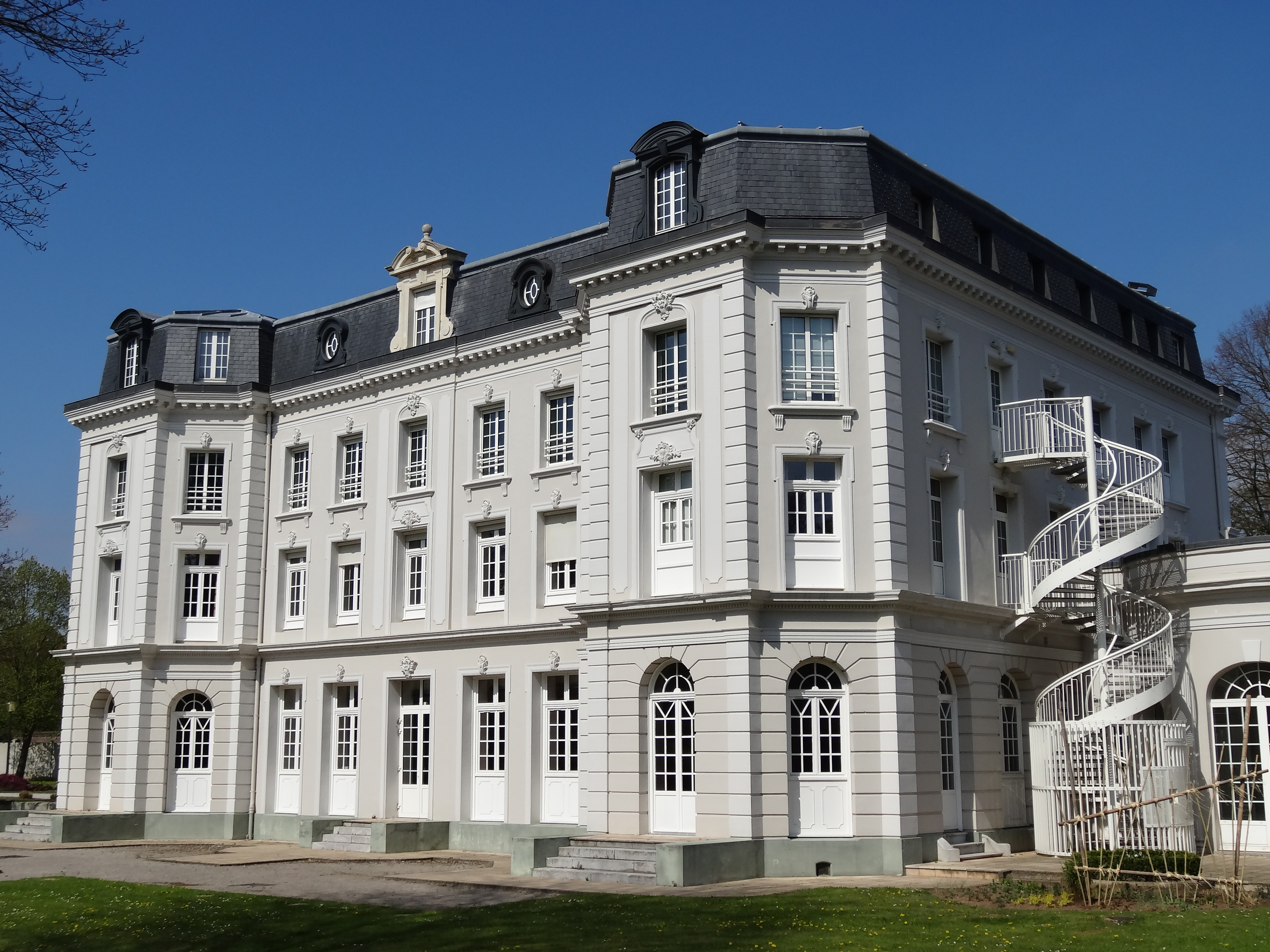
Le château.
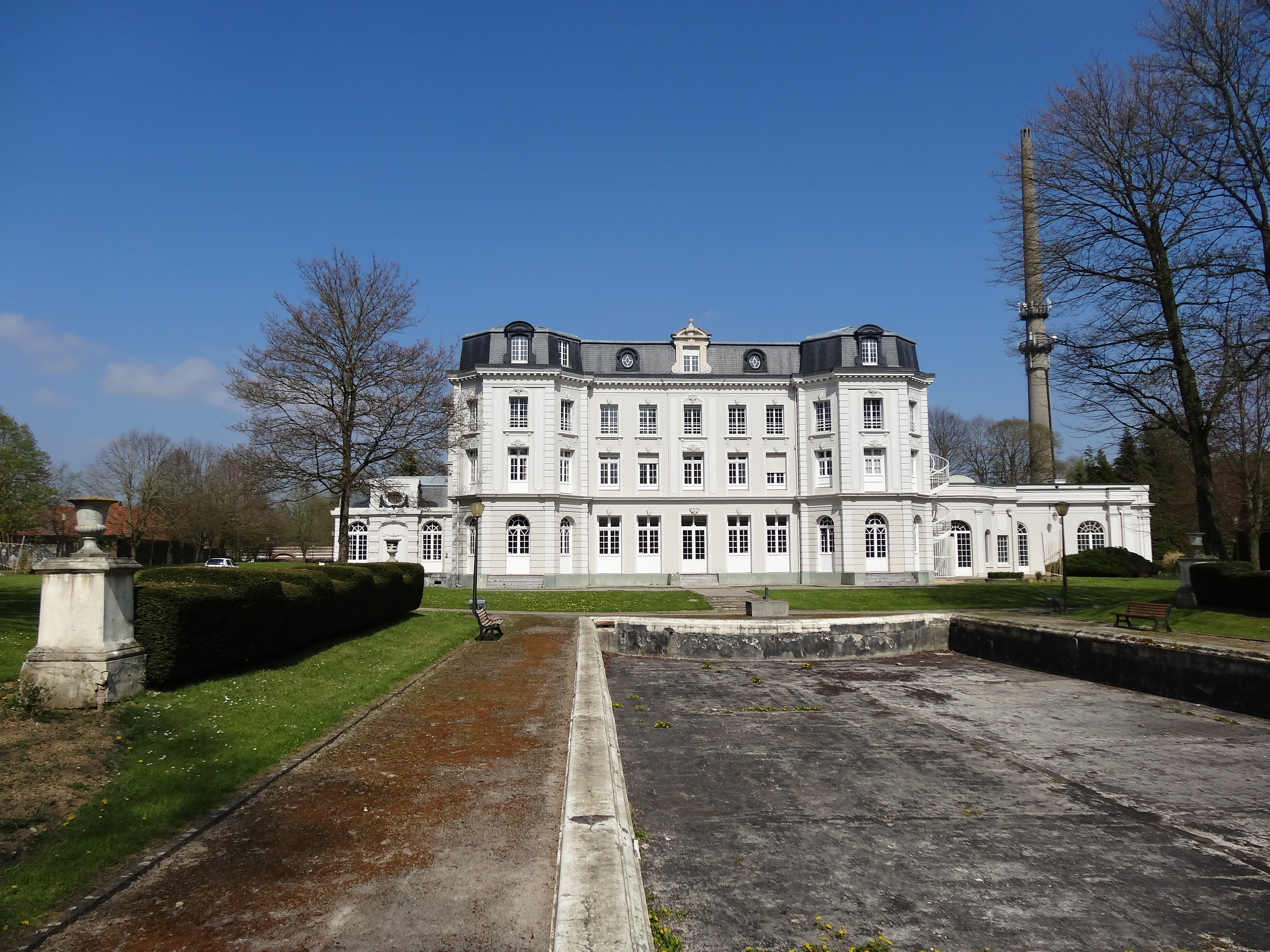
Le château et son parc.
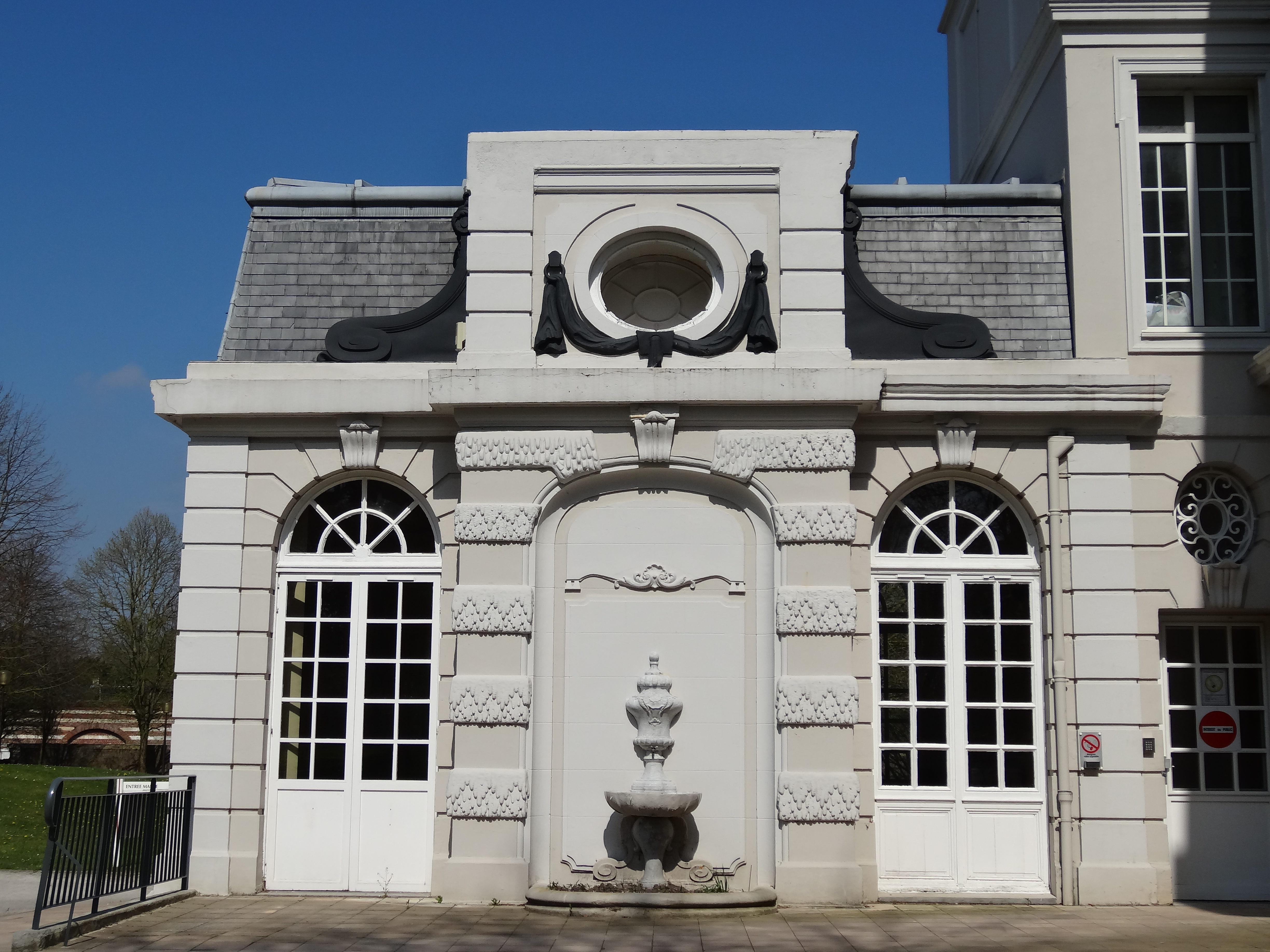
Une annexe contigüe.

## Protection
Le 9 octobre 2009, les façades et les toitures du château Mercier, ses annexes, le parc avec ses bassins, escaliers, et éléments décoratifs, les communs et les clôtures, à savoir le portail principal et les murs attenants sont inscrits aux monuments historiques.
Le château Mercier et les maisons d'ingénieur du boulevard des platanes sont inscrits sur la liste du patrimoine mondial par l'Unesco, où ils constituent le site no 81.